# Islam Alijaj
Islam Alijaj (18 giugno 1986) è un politico svizzero del Partito Socialista (PS). Dal 2023 è membro del Consiglio nazionale per il Canton Zurigo.

## Biografia
Nato in Kosovo e residente a Zurigo, si presentò alle elezioni federali del 2023 e venne eletto Consigliere nazionale risultando il diciassettesimo candidato più votato nel cantone con 95 054 preferenze. È il primo parlamentare svizzero di origini albanesi.
Affetto da paresi cerebrale, nel corso della sua attività politica si è occupato spesso di diritti delle persone disabili.